# Naga Chaitanya
Akkineni Naga Chaitanya (Haiderabad, 23 november 1986), is een Indiaas acteur die met name in de Telugu filmindustrie actief is.

## Biografie
Chaitanya volgde drie maanden acteerlessen in Mumbai en een jaar acteerlessen in combinatie met vechtkunst, stem en dialogen training in Los Angeles voor hij zijn debuut maakte met de film Josh (2009). Zijn doorbraak maakte hij met Ye Maaya Chesave(2010). De rollen die hij speelde in Premam (2016), Rarandoi Veduka Chudham (2017), Majili (2019), Venky Mama (2019), Love Story (2021) en Bangarraju (2022) werden positief ontvangen.
Chaitanya is de zoon van acteur Nagarjuna, kleinzoon van acteur Akkineni Nageswara Rao van vaderskant en filmmaker D. Ramanaidu van moederskant. Hij was nog een kind toen zijn ouders scheidden, zijn vader hertrouwde later met actrice Amala Akkineni en kregen een zoon, acteur Akhil Akkineni. Van moederskant is Venkatesh de oom van Chaitanya en is hij de neef van acteurs Rana Daggubati, Sumanth en Sushanth.

## Filmografie

### Films
| Jaar | Film                          | Rol                             | Opmerking                |
| ---- | ----------------------------- | ------------------------------- | ------------------------ |
| 2009 | Josh                          | Sathya                          |                          |
| 2010 | Vinnaithaandi Varuvaayaa      | zichzelf                        | Tamil film, gastoptreden |
| 2010 | Ye Maaya Chesave              | Karthik                         |                          |
| 2011 | 100% Love                     | Balu Mahendra                   |                          |
| 2011 | Dhada                         | Vishwa                          |                          |
| 2011 | Bejawada                      | Shiva Krishna                   |                          |
| 2013 | Tadakha                       | Karthik                         |                          |
| 2014 | Manam                         | Nagarjuna/ Radha Mohan          |                          |
| 2014 | Autonagar Surya               | Surya                           |                          |
| 2014 | Oka Laila Kosam               | Karthik                         |                          |
| 2015 | Dohchay                       | Chandu                          |                          |
| 2015 | Krishnamma Kalipindi Iddarini | zichzelf                        | gastoptreden             |
| 2016 | Premam                        | Vikram Vatsalya                 |                          |
| 2016 | Aatadukundam Raa              | zichzelf                        | gastoptreden             |
| 2016 | Sahasam Swasaga Saagipo       | Rajinikanth Muralidhar          |                          |
| 2017 | Rarandoi Veduka Chudham       | Shiva                           |                          |
| 2017 | Yuddham Sharanam              | Arjun                           |                          |
| 2018 | Mahanati                      | Akkineni Nageswara Rao          | gastoptreden             |
| 2018 | Shailaja Reddy Alludu         | Chaitanya                       |                          |
| 2018 | Savyasachi                    | Vikram Aditya                   |                          |
| 2019 | Majili                        | Poorna Chandra Rao              |                          |
| 2019 | Oh! Baby                      | jonge Chanti                    | gastoptreden             |
| 2019 | Venky Mama                    | Karthik Shivaram Veeramachineni |                          |
| 2021 | Love Story                    | Revanth                         |                          |
| 2022 | Bangarraju                    | Chinna Bangarraju               |                          |
| 2022 | Thank You                     | Abhiram                         |                          |
| 2022 | Laal Singh Chaddha            | Balaraja Bodi                   | Hindi film               |
| 2023 | Custody                       | A. Shiva                        |                          |
| 2025 | Thandel                       | Raju                            |                          |

### Webseries
| Jaar | Serie   | Rol                 | Platform    |
| ---- | ------- | ------------------- | ----------- |
| 2023 | Dhootha | Sagar Varma Avuduri | Prime Video |